# اوزالپ (وان)
اوزالپ {{ترکی|Özalp، به کردی: Qerqelî) یک منطقهٔ مسکونی در ترکیه است که در استان وان واقع شده‌است.